# The Dean Martin Christmas Album
The Dean Martin Christmas Album – dwudziesty pierwszy studyjny album piosenkarza Deana Martina składający się z piosenek świątecznych, zaaranżowany przez Erniego Freemana i Billiego Justisa, wydany w 1966 roku przez Reprise Records. Był to jedyny album muzyczny Martina, który zawierał typowe utwory bożonarodzeniowe. 

## Utwory
| 1.  | White Christmas                        |
| 2.  | Jingle Bells                           |
| 3.  | I'll Be Home For Christmas             |
| 4.  | Blue Christmas                         |
| 5.  | Let It Snow! Let It Snow! Let It Snow! |
| 6.  | Marshmallow World                      |
| 7.  | Silver Bells                           |
| 8.  | Winter Wonderland                      |
| 9.  | The Things We Did Last Summer          |
| 10. | Silent Night                           |